# Sauvelade
Sauvelade (en béarnais Seuvalada ou Seubelade) est une commune française située dans le département des Pyrénées-Atlantiques, en région Nouvelle-Aquitaine.
Ses habitants sont appelés les Sauveladais et les Sauveladaises.

## Géographie

### Localisation
La commune de Sauvelade se trouve dans le département des Pyrénées-Atlantiques, en région Nouvelle-Aquitaine.
Elle se situe à 37 km par la route de Pau, préfecture du département, et à 11 km de Mourenx, bureau centralisateur du canton du Cœur de Béarn dont dépend la commune depuis 2015 pour les élections départementales. 
La commune fait en outre partie du bassin de vie de Mourenx.
Les communes les plus proches sont : 
Vielleségure (4,3 km), Lagor (4,5 km), Maslacq (5,5 km), Loubieng (6,1 km), Mont (6,5 km), Castetbon (6,5 km), Castetner (6,7 km), Abidos (6,8 km).
Sur le plan historique et culturel, Sauvelade fait partie de la province du Béarn, qui fut également un État et qui présente une unité historique et culturelle à laquelle s’oppose une diversité frappante de paysages au relief tourmenté.

### Communes limitrophes
Les communes limitrophes sont Bugnein, Lagor, Loubieng, Maslacq et Vielleségure.
| Loubieng                    | Maslacq      |       |
| Audaux (par un quadripoint) | Sauvelade    | Lagor |
| Bugnein                     | Vielleségure |       |

### Hydrographie

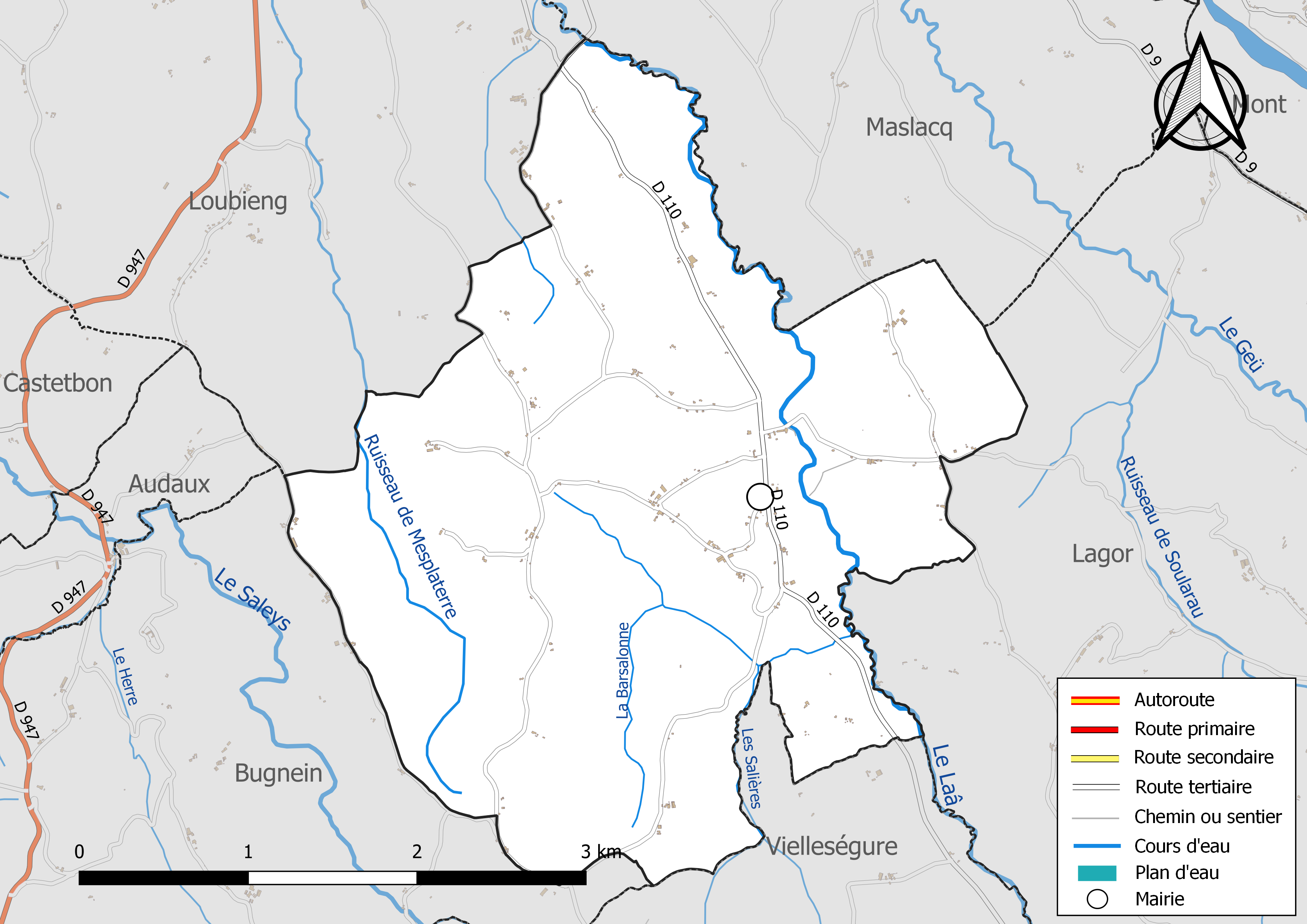
Réseaux hydrographique et routier de Sauvelade.

La commune est drainée par le Laà, le ruisseau de Mesplaterre, la Barsalonne, Les Salières, et par divers petits cours d'eau, constituant un réseau hydrographique de 12 km de longueur totale,.
Le Laà, d'une longueur totale de 29,5 km, prend sa source dans la commune d'Ogenne-Camptort et s'écoule du sud-est vers le nord-ouest. Il traverse la commune et se jette dans le gave de Pau à Orthez, après avoir traversé 9 communes.

### Climat
Pour des articles plus généraux, voir Climat de la Nouvelle-Aquitaine et Climat des Pyrénées-Atlantiques.
Historiquement, la commune est exposée à un climat de montagne.  
En 2020, Météo-France publie une typologie des climats de la France métropolitaine dans laquelle la commune est toujours exposée à un climat de montagne et est dans la région climatique Pyrénées atlantiques, caractérisée par une pluviométrie élevée (>1 200 mm/an) en toutes saisons, des hivers très doux (7,5 °C en plaine) et des vents faibles.
Pour la période 1971-2000, la température annuelle moyenne est de 13,5 °C, avec une amplitude thermique annuelle de 14 °C. Le cumul annuel moyen de précipitations est de 1 279 mm, avec 12,2 jours de précipitations en janvier et 8,4 jours en juillet. Pour la période 1991-2020, la température moyenne annuelle observée sur la station météorologique la plus proche, située sur la commune d'Orthez à 12 km à vol d'oiseau, est de 14,1 °C et le cumul annuel moyen de précipitations est de 1 211,5 mm,. Pour l'avenir, les paramètres climatiques de la commune estimés pour 2050 selon différents scénarios d’émission de gaz à effet de serre sont consultables sur un site dédié publié par Météo-France en novembre 2022.

### Milieux naturels et biodiversité

#### Réseau Natura 2000
Le réseau Natura 2000 est un réseau écologique européen de sites naturels d'intérêt écologique élaboré à partir des Directives « Habitats » et « Oiseaux », constitué de zones spéciales de conservation (ZSC) et de zones de protection spéciale (ZPS).
Un site Natura 2000 a été défini sur la commune au titre de la « directive Habitats » : le « gave de Pau », d'une superficie de 8 194 ha, un vaste réseau hydrographique avec un système de saligues encore vivace,.

## Urbanisme

### Typologie
Au 1er janvier 2024, Sauvelade est catégorisée commune rurale à habitat très dispersé, selon la nouvelle grille communale de densité à sept niveaux définie par l'Insee en 2022.
Elle est située hors unité urbaine et hors attraction des villes,.

### Occupation des sols

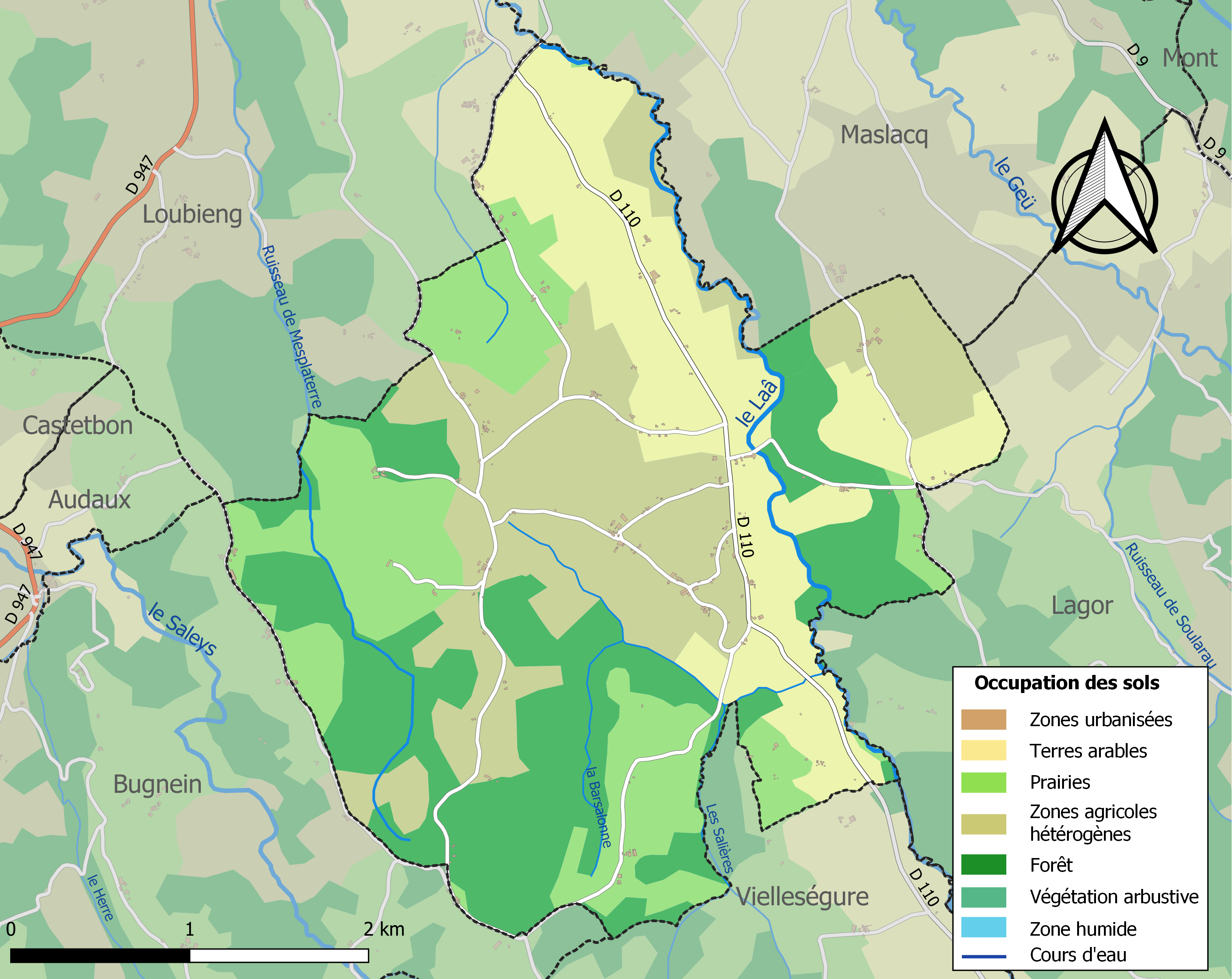
Carte des infrastructures et de l'occupation des sols de la commune en 2018 (CLC).

L'occupation des sols de la commune, telle qu'elle ressort de la base de données européenne d’occupation biophysique des sols Corine Land Cover (CLC), est marquée par l'importance des territoires agricoles (73,5 % en 2018), une proportion identique à celle de 1990 (73,5 %). La répartition détaillée en 2018 est la suivante : 
zones agricoles hétérogènes (28,8 %), forêts (26,5 %), terres arables (23,9 %), prairies (20,9 %). L'évolution de l’occupation des sols de la commune et de ses infrastructures peut être observée sur les différentes représentations cartographiques du territoire : la carte de Cassini (XVIIIe siècle), la carte d'état-major (1820-1866) et les cartes ou photos aériennes de l'IGN pour la période actuelle (1950 à aujourd'hui).

### Lieux-dits et hameaux
- Abadie ;
- Beigbeder ;
- lou Boscq ;
- Cap deu Boscq ;
- Deça deu Laà ;
- Hiallards ;
- Lasserre.

### Voies de communication et transports
La commune est desservie par les routes départementales D 110 et D 275.

### Risques majeurs
Le territoire de la commune de Sauvelade est vulnérable à différents aléas naturels : météorologiques (tempête, orage, neige, grand froid, canicule ou sécheresse) et séisme (sismicité modérée). Il est également exposé à un risque technologique,  le transport de matières dangereuses. Un site publié par le BRGM permet d'évaluer simplement et rapidement les risques d'un bien localisé soit par son adresse soit par le numéro de sa parcelle.

#### Risques naturels

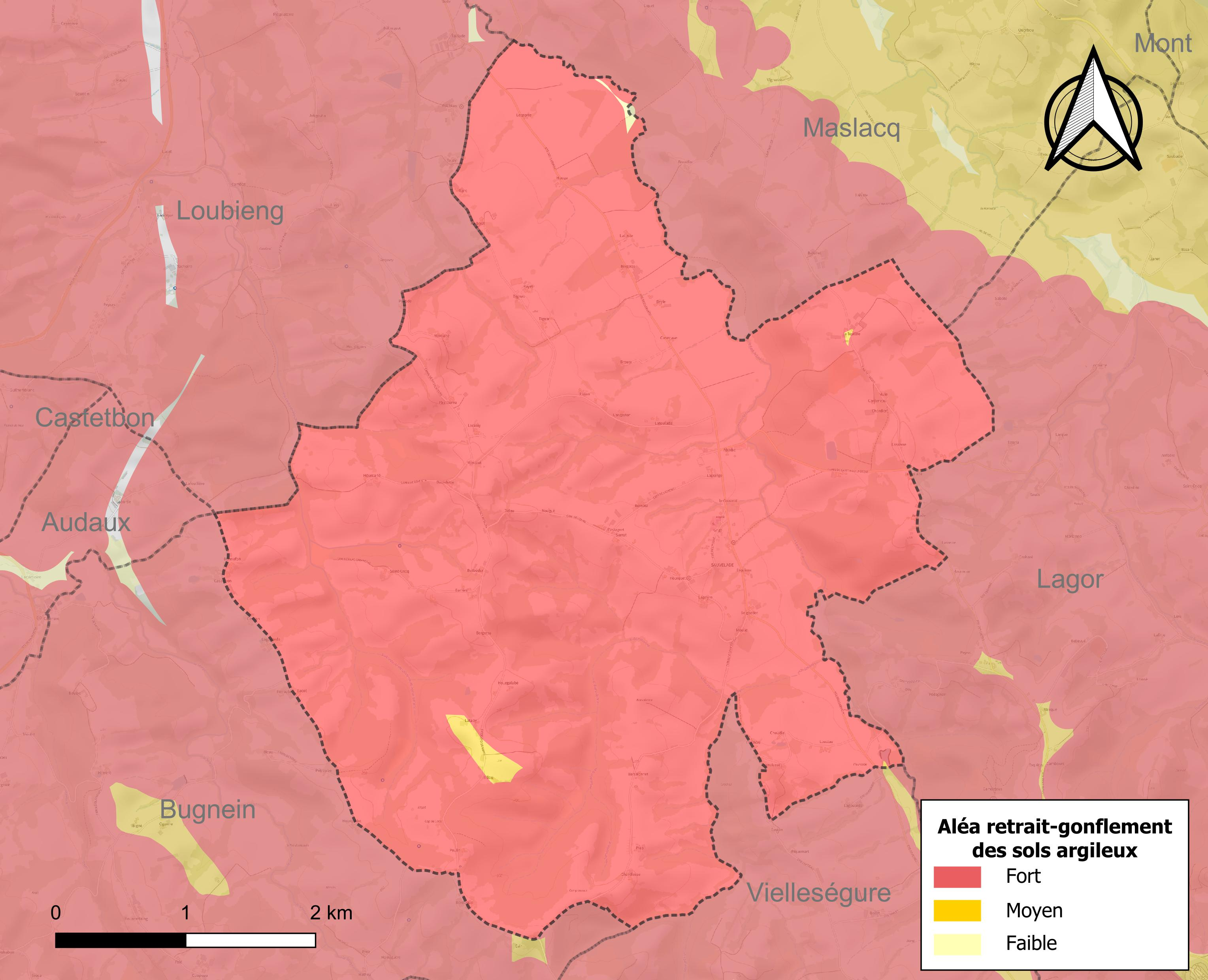
Carte des zones d'aléa retrait-gonflement des sols argileux de Sauvelade.

Le retrait-gonflement des sols argileux est susceptible d'engendrer des dommages importants aux bâtiments en cas d’alternance de périodes de sécheresse et de pluie. 99,9 % de la superficie communale est en aléa moyen ou fort (59 % au niveau départemental et 48,5 % au niveau national). Depuis le 1er octobre 2020, en application de la loi ELAN, différentes contraintes s'imposent aux vendeurs, maîtres d'ouvrages ou constructeurs de biens situés dans une zone classée en aléa moyen ou fort,.
La commune a été reconnue en état de catastrophe naturelle au titre des dommages causés par les inondations et coulées de boue survenues en 1982, 1983, 2009 et 2018.

## Toponymie
Le toponyme Sauvelade apparaît sous les formes Locus qui dicitur Sylva-Lata (1127, cartulaire de Sauvelade), Beata-Maria de Silvalata (1178, collection Duchesne volume CXIV), Selvalada (vers 1290, titres de Béarn), Seubalade (1343, notaires de Pardies), Ceubalade (1457, notaires de Castetner) et Nostre-Dame de Saubalade (1536, dénombrement de Navarrenx).
Son nom béarnais est Seuvalada ou Seubelade.

## Histoire
Paul Raymond note que Sauvelade est une ancienne abbaye de bénédictins, de l'ordre cistercien, fondée en 1127.
En 1385, on y comptait 17 feux, la commune dépendant alors du bailliage de Larbaig.

## Héraldique
| Blason | Blasonnement : Écartelé: au 1er d'or à deux vaches de gueules, accornées, colletées et clarinées d'azur, passant l'une au-dessus de l'autre, au 2e d'azur à la coquille renversée d'or, au 3e d'argent à l'arbre au naturel soutenu d'un listel du champ chargé de l'inscription « SILVALATA » de sable, au 4e parti d'or et de gueules. |

## Politique et administration
| Période                                  | Période | Identité           | Étiquette | Qualité |
| ---------------------------------------- | ------- | ------------------ | --------- | ------- |
| 1995                                     | 2008    | Jean-Claude Morère |           |         |
| 2008                                     | 2014    | Jean-Claude Morère |           |         |
| 2014                                     | 2020    | Jean-Claude Morère |           |         |
| 2020                                     | 2026    | Didier Plaa        |           |         |
| Les données manquantes sont à compléter. |         |                    |           |         |

### Intercommunalité
Sauvelade fait partie de cinq structures intercommunales :
- la communauté de communes de Lacq-Orthez ;
- le SIVOM de Lagor ;
- le syndicat d'énergie des Pyrénées-Atlantiques ;
- le syndicat intercommunal d'eau et d'assainissement Gave et Baïse ;
- le syndicat intercommunal de transports scolaires de la vallée du Laà.

La commune accueille le siège du syndicat intercommunal de transports scolaires de la vallée du Laà.

## Population et société

### Démographie
L'évolution du nombre d'habitants est connue à travers les recensements de la population effectués dans la commune depuis 1793. Pour les communes de moins de 10 000 habitants, une enquête de recensement portant sur toute la population est réalisée tous les cinq ans, les populations de référence des années intermédiaires étant quant à elles estimées par interpolation ou extrapolation. Pour la commune, le premier recensement exhaustif entrant dans le cadre du nouveau dispositif a été réalisé en 2004.

En 2022, la commune comptait 276 habitants, en évolution de +0,73 % par rapport à 2016 (Pyrénées-Atlantiques : +3,78 %, France hors Mayotte : +2,11 %).
| 1793 | 1800 | 1806 | 1821 | 1831 | 1836 | 1841 | 1846 | 1851 |
| ---- | ---- | ---- | ---- | ---- | ---- | ---- | ---- | ---- |
| 337  | 388  | 396  | 390  | 378  | 367  | 350  | 325  | 324  |

| 1856 | 1861 | 1866 | 1872 | 1876 | 1881 | 1886 | 1891 | 1896 |
| ---- | ---- | ---- | ---- | ---- | ---- | ---- | ---- | ---- |
| 279  | 266  | 483  | 505  | 462  | 416  | 406  | 401  | 403  |

| 1901 | 1906 | 1911 | 1921 | 1926 | 1931 | 1936 | 1946 | 1954 |
| ---- | ---- | ---- | ---- | ---- | ---- | ---- | ---- | ---- |
| 410  | 408  | 344  | 324  | 340  | 317  | 327  | 309  | 300  |

| 1962 | 1968 | 1975 | 1982 | 1990 | 1999 | 2004 | 2006 | 2009 |
| ---- | ---- | ---- | ---- | ---- | ---- | ---- | ---- | ---- |
| 301  | 275  | 254  | 231  | 213  | 221  | 207  | 206  | 265  |

| 2014 | 2019 | 2022 | - | - | - | - | - | - |
| ---- | ---- | ---- | - | - | - | - | - | - |
| 262  | 265  | 276  | - | - | - | - | - | - |

## Économie
La commune fait partie de la zone d'appellation d'origine contrôlée (AOC) du Béarn et de celle de l'ossau-iraty.

## Culture locale et patrimoine

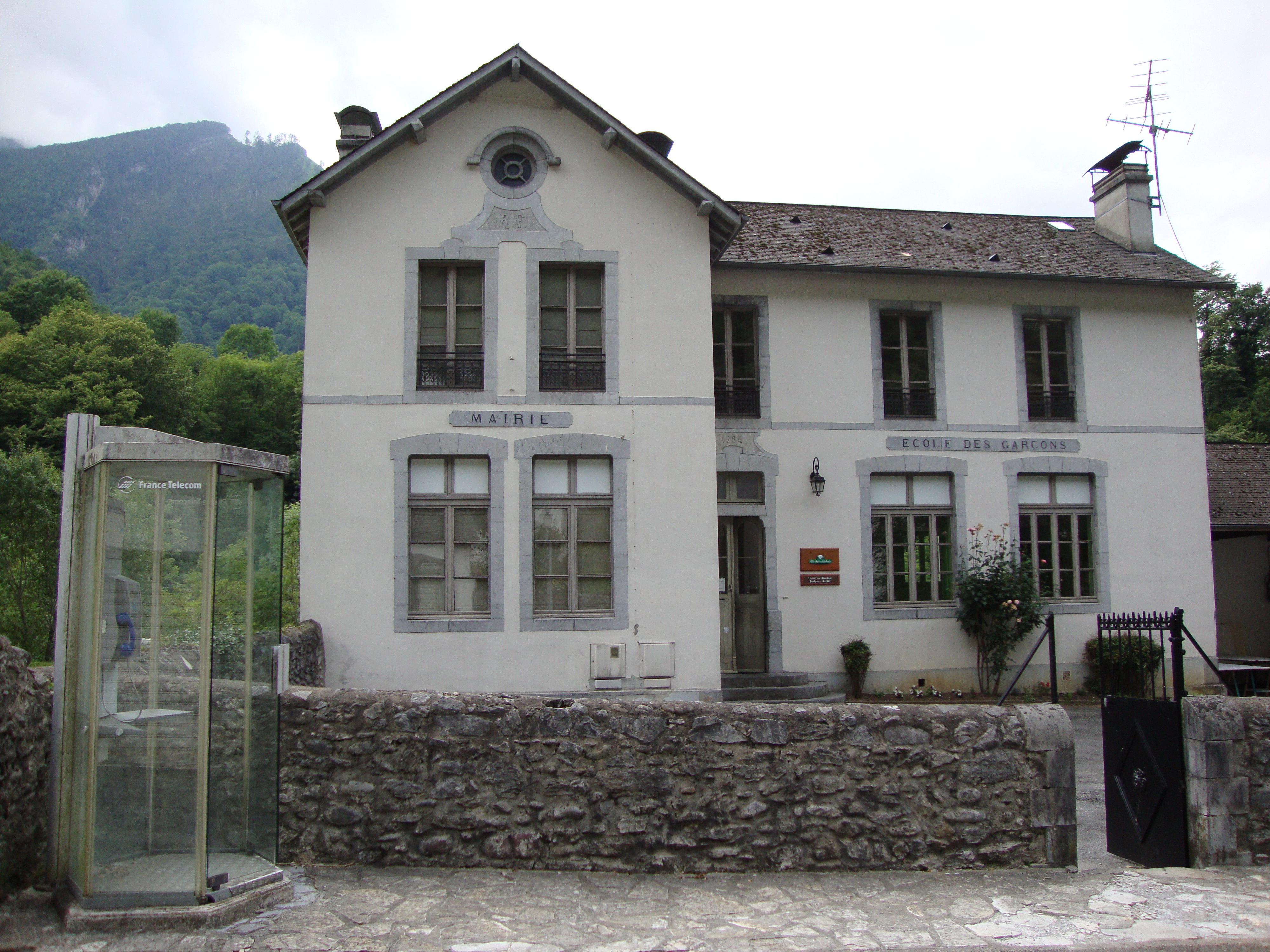
Mairie - école.

### Patrimoine religieux

#### L’abbaye Notre-Dame
L'abbaye fut fondée le 6 avril 1128 conjointement par Gaston IV le Croisé, vicomte de Béarn, sur le point de prendre le départ pour participer à la croisade en Espagne, sa femme et son fils, et placée sous le vocable de Notre-Dame, en accordant aux bénédictins ce terrain de « Sylva lata » (Séube Lade en vieux béarnais), dont les historiens ont discuté s'il signifiait : "forêt profonde", "forêt du Laà" ou "forêt rive gauche".
L’abbaye prit, à une date indéterminée, mais en tout cas avant 1286, le nom de Saint-Jacques, signe de sa fréquentation par les jacquets.
L'abbaye fut reprise en 1286 par les cisterciens de Gimont (Gers), et, dès lors, son rôle dans l'accueil des pèlerins déclina probablement, car les disciples de saint Bernard ne favorisaient guère le culte des reliques et les pèlerinages.
Ravagée en 1569 par les huguenots, relevée en 1630 par la Contre-Réforme.
La Révolution fit de l'abbatiale une église paroissiale et vendit le monastère.
Délabré, il vient d'être racheté et restauré par la commune, avec l'aide du département, pour servir de centre culturel, permettant l'hébergement.
L'abbaye, du XIIe siècle, sur les bords champêtres du Laà, a une forme de croix grecque, déjà visible de l'extérieur aux très harmonieux toits en cascade : cône d'ardoise sur la coupole de la croisée du transept, pans de tuiles plates à cheval sur les quatre bras, l'escalier, les absidioles, la sacristie.
L'intérieur est d'un beau dépouillement cistercien, sauf les autels d'un naïf baroque rural et le bénitier, fait d'un fût de colonne entre deux chapiteaux corinthiens, vestiges sans doute d'une villa romaine. Cet ensemble est classé au titre d'objet aux monuments historiques, tout comme une statue représentant saint Jacques le Majeur et datant du XVIIIe siècle.
À côté, s'élève le vaste monastère du XVIIe siècle.

#### Le pèlerinage de Saint-Jacques-de-Compostelle
Sauvelade est située sur la via Podiensis (ou route du Puy), l'un des chemins du pèlerinage de Saint-Jacques-de-Compostelle, qui part du Puy-en-Velay et se prolonge jusqu'au col de Roncevaux et, de là, à Saint-Jacques-de-Compostelle.

## Personnalités liées à la commune
Michel Grosclaude, né en 1926 à Nancy et inhumé en 2002 à Sauvelade, est un philosophe et linguiste occitan, auteur de travaux de grammaire, de lexicologie et d'onomastique occitane.